# FIFA 06
FIFA 06 is een voetbalsimulatiespel en het dertiende deel van de FIFA-serie. Het spel is ontwikkeld door EA Canada en door Electronic Arts uitgebracht voor de PlayStation 2, PlayStation Portable, pc, Xbox, Gamecube, Gameboy Advance en Nintendo DS. Het Nederlandstalige commentaar wordt verzorgd door Evert ten Napel en Youri Mulder.

## Competities
De volgende competities zijn speelbaar in FIFA 06:
- Bundesliga
- Eerste klasse
- Campeonato Brasileiro Série A
- SAS Ligaen
- Eredivisie
- Premier League
- The Championship

- Football League One
- Football League Two
- Ligue 1
- Ligue 2
- Bundesliga
- 2. Bundesliga
- Serie A

- Serie B
- K-League
- Primera División de México
- Major League Soccer
- Tippeligaen
- Ekstraklasa

- SuperLiga
- Scottish Premier League
- Primera División
- Segunda División A
- Allsvenskan
- Axpo Super League

## Nationale elftallen
De volgende nationale elftallen zijn speelbaar in FIFA 06:
- Argentinië
- Australië
- België
- Brazilië
- Bulgarije
- China
- Costa Rica
- Denemarken
- Duitsland
- Engeland

- Finland
- Frankrijk
- Griekenland
- Hongarije
- Ierland
- Italië
- Kameroen
- Kroatië
- Mexico
- Nigeria

- Noord-Ierland
- Noorwegen
- Oostenrijk
- Paraguay
- Polen
- Portugal
- Roemenië
- Rusland
- Schotland
- Slovenië

- Spanje
- Tsjechië
- Tunesië
- Turkije
- Uruguay
- Verenigde Staten
- Wales
- Zweden
- Zwitserland

## Muziek
Er zijn verschillende muzieknummers te horen in het spel, die hieronder staan genoteerd:
- 3D Voz - Fiesta
- AK4711 - Rock
- Bloc Party - Helicopter
- Blues Brother Castro - Flirt
- Botecoeletro - Coco Nutz Mass
- Carlinhos Brown en DJ Dero - Nabika
- Damian Marley - Welcome To Jamrock
- Doves - Black and White Town
- Duels - Potential Futures
- Embrace - Ashes
- Hard-Fi - Gotta Reason
- Jamiroquai - Feels Just Like It Should

- Kinky - Coqueta
- K'naan - Soobax
- Kyo - Contact
- LCD Soundsystem - Daft Punk Is Playing At My House
- Linea 77 - Inno All'Odio
- Mando Diao - God Knows
- maNga, Bir Kadin Cizeceksin
- Marcelinho da Lua - Tranqüilo
- Nine Black Alps - Cosmopolitan
- Oasis - Lyla
- Paul Oakenfold - Beautiful Goal

- Röyksopp - Follow My Ruin
- Selasee - Run
- SoShy - The Way I
- Subsonica - Corpo a Corpo
- Teddybears STHLM ft. Mad Cobra - Cobrastyle
- The Departure - Be My Enemy
- The Film - Can You Touch Me
- The Gift - 11.33
- The Gipsys - La Discoteca
- The Rakes - Strasbourg
- Vitalic - My Friend Dario

## Stadions
In het spel is er de keuze uit een aantal stadions waarin kan worden getraind en/of wedstrijden in kunnen worden gespeeld, die hieronder genoteerd staan:
- Amsterdam ArenA
- Anfield
- Atatürk
- Azteca
- BayArena
- Estádio do Bessa
- Estadio Vicente Calderón
- Camp Nou

- Constant Vanden Stockstadion
- Daegustadion
- Stadio delle Alpi
- Estádio do Dragão
- Estádio da Luz
- Stade Félix Bollaert
- HSH Nordbank Arena

- Highbury
- Estádio José Alvalade
- Estadio Mestalla
- Millennium Stadium
- Stade de Gerland
- Old Trafford
- Parc des Princes

- San Siro
- Estadio Santiago Bernabéu
- Seoul World Cup Stadion
- St. James' Park
- Stade Vélodrome
- Stamford Bridge
- Signal Iduna Park